# Jean-Marc Roger
Pour les articles homonymes, voir Roger.
Jean-Marc Roger (Nîmes, 1949 - Nîmes, 2011) est un archéologue et essayiste français.

## Biographie
Né à Nîmes le 14 janvier 1949 dans une famille bourgeoise, Jean-Marc Roger suit des études de droit et d'histoire de l'art. Il reçoit une éducation protestante rigoriste. Il enseigne l'économie aux lycées Daudet puis Lamour.
Il consacre ses premiers travaux au « développement et [à] la diversité » du protestantisme dans la Vaunage. Il se consacre à des études sur la préhistoire sur le territoire du Gard, tout en poursuivant les recherches de Maurice Aliger sur la Vaunage. En 1974, il crée avec ce dernier la revue Congénies en Vaunage, puis, après sa mort en 1993, fonde l'Association Maurice-Aliger.
S'étant initié à l'archéologie en Libye, il mène des fouilles en Vaunage. Il s'est associé à Philippe Joutard et Emmanuel Le Roy Ladurie pour des études d'histoire locale, notamment une édition de la chronique de Pierre Prion.
Élu correspondant (1984), puis membre de l'Académie de Nîmes (1997), il la préside en 2010.
Après une dernière conférence en mai 2011, au sujet des Quakers de Congénies, il meurt le 16 septembre de la même année à Nîmes, des suites d'une maladie.

## Ouvrages
- L'Âge du cuivre en Languedoc oriental ou La Culture de Fontbouisse dans la garrigue languedocienne, Montpellier, EspaceSud, 1991  (ISBN 2-906334-09-X).
- Le Temps des dolmens ou Le Groupe de Ferrières dans la garrigue languedocienne, Montpellier, EspaceSud, 1992  (ISBN 2-906334-15-4).
- Les Premiers Paysans du Languedoc :
  - La révolution néolithique, du VIe au IVe millénaire avant notre ère, t. 1, 1993  (ISBN 2-906334-24-3) ;
  - La révolution sociale, t. 2, 1994  (ISBN 2-906334-27-8).
- Dir., La Vaunage au XIXe siècle : approche économique, sociale et politique d'une communauté paysanne de la région nîmoise : hommage à Maurice Aliger de l'Académie de Nîmes (préf. Emmanuel Le Roy Ladurie), Nîmes, Lacour, 1996 (BNF 35844883).
- La Vaunage au XVIIIe siècle : approche économique, sociale, religieuse et politique d'une communauté rurale de la région nîmoise dans son contexte environnemental (préf. Emmanuel Le Roy Ladurie), Nages-et-Solorgues, Association Maurice-Aliger, 2003 (BNF 39115584).
- Éd. de Pierre Prion, La Chronologiette (1744-1759), Paris, Fayard, 2007  (ISBN 978-2-213-63475-3).
- Dir. avec Jean-Luc Pontvieux, Calvisson, capitale de la Vaunage, Calvisson, Association Maurice-Aliger, 2011  (ISBN 978-2-9522910-4-0).
- Dir. avec Jacques Meine, Edmond Vermeil, le germaniste (1878-1964) : du Languedocien à l'Européen, Paris, L'Harmattan, 2012  (ISBN 978-2-296-96740-3).
- Dir., Fernand Braudel, l'homme, Nages-et-Solorgues, Association Maurice-Aliger, 2015  (ISBN 978-2-9522910-8-8).